# FIFA Soccer 95
FIFA Soccer 95 (spesso abbreviato in FIFA 95) è un videogioco di calcio sviluppato da Extended Play Productions e pubblicato da Electronic Arts il 10 novembre 1994 per Sega Mega Drive e Game Gear.
Il testimonial del gioco è il norvegese Erik Thorstvedt.

## Modalità di gioco
Il gioco riprende lo stesso gameplay di FIFA International Soccer. Le uniche migliorie sono un nuovo sistema di passaggi, i rigori dopo una partita in parità, gioco più veloce, più animazione, le esultanze dopo i gol e l'aggiunta dei club. Usando lo stesso motore del titolo precedente, il gioco comprende le leghe di Brasile, Inghilterra, Francia, Germania, Italia, Paesi Bassi, Spagna e Stati Uniti, più la Winners Cup e la Nations Cup. Una password dopo la vittoria di un torneo permette di conservare i vostri successi anche se si spegne la console. Ci furono delle critiche in Brasile perché i club avevano colori delle uniformi sbagliate (per esempio la divisa del Internacional era verde, come quella degli storici rivali della Juventude). Inoltre i nomi dei calciatori erano ancora fittizi.

## Campionati e squadre presenti
In FIFA Soccer 95 sono presenti in tutto 217 squadre che si suddividono in:
- 8 campionati. Essi sono:
  -  Campeonato Brasileiro Série A
  -  Division 1
  -  Fußball-Bundesliga
  -  FA Premier League
  -  Serie A
  -  Eredivisie
  -  Primera División
  -  American Professional Soccer League
- 5 team fittizi (African All Stars, Asian All Stars, European All Stars, Middle Eastern All Stars, North American All Stars)